# Nesomys audeberti
Nesomys audeberti là một loài động vật có vú trong họ Nesomyidae, bộ Gặm nhấm. Loài này được Jentink mô tả năm 1879.